# Список членов Национальной академии правовых наук Украины
Члены Национальной академии правовых наук Украины (НАПрН Украины) — учёные-законоведы Украины, избранные общим собранием Академии в качестве её членов-корреспондентов и действительных членов (академиков), а также иностранные члены академии, исходно избранные из зарубежных учёных либо перевелённые в такой статус при переезде на постоянное место жительства за пределы Украины.
Все члены НАПрН Украины относятся к одному из пяти её научно-организационных отделений: теории и истории государства и права (ТИГП), государственно-правовых наук и международного права (ГПНМП), гражданско-правовых наук (ГПН), экологического, хозяйственного и аграрного права (ЭХАП) и уголовно-правовых наук (УПН).

## Действительные члены
Действительные члены Академии (академики) избираются из учёных Украины, имеющих звание члена-корреспондента НАПрН Украины, и также из членов-корреспондентов и действительных членов других отраслевых академий и НАН Украины, внесших существенный личный вклад в развитие правовой науки, её организацию, подготовку научных юридических кадров и развитие Украинского демократического правового государства, а также имеющих учёную степень доктора наук и учёное звание профессора. Общее (предельное) число академиков Национальной академии правовых наук Украины составляет 53 действительных члена; на настоящий же момент в её состав входят 53  академика, представленных в таблице:
| Фамилия, Имя Отчество             | Дата рождения     | Год избрания | Отделение академии | Место работы и должность на дату избрания (помимо должностей в самой НАПрН Украины) |
| --------------------------------- | ----------------- | ------------ | ------------------ | --- |
| Андрейцев, Владимир Иванович      | 1947, 1 июня      | 2000         | ЭХАП               | Киевский национальный университет имени Тараса Шевченко (декан юридического факультета) |
| Бандурка, Александр Маркович      | 1937, 24 апреля   | 2000         | ГПНМП              | Национальный университет внутренних дел МВД Украины (ректор), Верховная рада Украины 3 созыва (депутат) |
| Барабаш, Юрий Григорьевич         | 1980, 28 июня     | 2025         | ГПНМП              | Национальный юридический университет имени Ярослава Мудрого (проректор по научно-педагогической работе) |
| Баулин, Юрий Васильевич           | 1953, 2 сентября  | 2006         | УПН                | Институт изучения проблем преступности НАПрН Украины (директор) |
| Бобкова, Антонина Григорьевна     | 1954, 4 октября   | 2013         | ЭХАП               | Донецкий национальный университет (зав. кафедрой хозяйственного права и процесса) |
| Борисов, Вячеслав Иванович        | 1943, 7 февраля   | 1993         | УПН                | Украинская государственная юридическая академия (доцент кафедры уголовного права) |
| Гавриш, Степан Богданович         | 1952, 2 января    | 2004         | УПН                | Верховная рада Украины 4 созыва (депутат), ранее — Юридическая академия имени Ярослава Мудрого (зам. декана следовательско-криминалистического факультета)                                                        |
| Гетьман, Анатолий Павлович        | 1958, 18 июля     | 2004         | ЭХАП               | Юридическая академия Украины имени Ярослава Мудрого (проректор по учебной работе) |
| Гриняк, Андрей Богданович         | 1982, 10 сентября | 2025         | ГПН                | заместитель директора по научной работе Института правотворчества и научно-правовых экспертиз Национальной академии наук Украины                                                                                  |
| Грищук, Виктор Климович           | 1950, 27 января   | 2025         | УПН                | профессор кафедры криминального права и процесса Хмельницкого университета управления и права имени Л. Юзькова |
| Гусаров, Сергей Николаевич        | 1953, 24 марта    | 2025         | УПН                | профессор кафедры административного права и процесса Харьковского национального университета внутренних дел |
| Гуторова, Наталья Александровна   | 1966, 29 декабря  | 2010         | УПН                | Крымский юридический институт (директор) |
| Ермолаев, Виктор Николаевич       | 1957, 7 июля      | 2017         | ТИГП               | Институт повышения квалификации юридических кадров Юридической академии Украины имени Ярослава Мудрого (директор)                                                                                                 |
| Журавель, Владимир Андреевич      | 1956, 7 марта     | 2017         | УПН                | Юридическая академия Украины имени Ярослава Мудрого (профессор кафедры криминалистики) |
| Журавский, Виталий Станиславович  | 1955, 8 мая       | 2004         | ТИГП               | Министерство образования и науки Украины (первый зам. министра), Институт государства и права имени В. М. Корецкого НАНУ (главный научный сотрудник отдела теории государства и права)                            |
| Задыхайло, Дмитрий Витольдович    | 1961, 11 июня     | 2025         | ЭХАП               | заведующий кафедрой государственного права Национального юридического университета им. Я. Мудрого |
| Заяц, Анатолий Павлович           | 1954, 27 марта    | 2025         | ТИГП               | заведующий кафедрой общетеоретического правоведения и публичного права факультета юридических наук Национального университета «Киево-Могилянская академия»                                                        |
| Зайчук, Олег Владимирович         | 1955, 15 августа  | 2012         | ТИГП               | Институт законодательства Верховной рады Украины (зам. директора) |
| Иншин, Николай Иванович           | 1968, 8 декабря   | 2017         | ГПН                | Киевский национальный университет имени Тараса Шевченко (зав. кафедры трудового права и права социального обеспечения)                                                                                            |
| Каплина, Оксана Владимировна      | 1969, 10 октября  | 2025         | УПН                | Юридическая академия Украины имени Ярослава Мудрого (зав. кафедрой уголовного процесса) |
| Кивалов, Сергей Васильевич        | 1954, 1 мая       | 2010         | ГПНМП              | Одесская национальная юридическая академия (президент), Верховная рада Украины 6 созыва (депутат, председатель комитета по вопросам правосудия)                                                                   |
| Комаров, Вячеслав Васильевич      | 1950, 1 января    | 2004         | ГПН                | Юридическая академия Украины имени Ярослава Мудрого (проректор по учебной работе) |
| Копыленко, Александр Любимович    | 1961, 26 июня     | 2000         | ТИГП               | Верховная рада Украины 3 созыва (советник председателя Верховной рады) |
| Костенко, Александр Николаевич    | 1949, 4 октября   | 2008         | УПН                | Институт государства и права имени В. М. Корецкого НАНУ (зав. отделом проблем уголовного права, криминологии и судопроизводства)                                                                                  |
| Костицкий, Василий Васильевич     | 1956, 20 июня     | 2017         | ЭХАП               | Министерство охраны окружающей природной среды (зам. министра, старший эксперт от Украины по вопросам экологии и водных ресурсов в Европейской экономической комиссии)                                            |
| Костицкий, Михаил Васильевич      | 1948, 14 января   | 1993         | ТИГП               | Львовский национальный университет имени Ивана Франко (декан юридического факультета) |
| Кохановская, Елена Велеониновна   | 1964, 18 января   | 2017         | ГПН                | Киевский национальный университет имени Тараса Шевченко (профессор кафедры гражданского права, зам. декана юридического факультета по научной работе)                                                             |
| Криницкий, Игорь Евгеньевич       | 1961, 11 августа  | 2025         | ГПНМП              | Полтавский юридический институт НЮАУ (директор) |
| Крупчан, Александр Дмитриевич     | 1947, 15 ноября   | 2009         | ГПН                | Научно-исследовательский институт частного права и предпринимательства НАПрН Украины (директор) |
| Кузнецова, Наталья Семёновна      | 1954, 4 апреля    | 2000         | ГПН                | Киевский национальный университет имени Тараса Шевченко (зав. кафедрой гражданского права) |
| Кучерявенко, Николай Петрович     | 1959, 18 мая      | 2010         | ГПНМП              | Юридическая академия Украины имени Ярослава Мудрого (зав. кафедрой финансового права) |
| Литвин, Владимир Михайлович       | 1956, 28 апреля   | 2000         | ТИГП               | Администрация Президента Украины (руководитель администрации) |
| Майданик, Роман Андреевич         | 1965, 23 февраля  | 2013         | ГПН                | Киевский национальный университет имени Тараса Шевченко (зав. кафедрой гражданского права) |
| Малышева, Наталья Рафаэльевна     | 1952, 25 апреля   | 2008         | ЭХАП               | Институт государства и права имени В. М. Корецкого НАНУ (зам. директора Международного центра космического права)                                                                                                 |
| Нор, Василий Тимофеевич           | 1940, 20 декабря  | 2009         | УПН                | Львовский национальный университет имени Ивана Франко (зав. кафедрой уголовного процесса и криминалистики) |
| Носик, Владимир Васильевич        | 1958, 8 февраля   | 2025         | ЭХАП               | заведующий кафедрой земельного и аграрного права Учебно-научного института права Киевского национального университета им. Т. Шевченко                                                                             |
| Онищенко, Наталья Николаевна      | 1956, 3 октября   | 2014         | ТИГП               | Институт государства и права имени В. М. Корецкого НАНУ (зав. отделом теории государства и права) |
| Орлюк, Елена Павловна             | 1971, 1 августа   | 2017         | ГПНМП              | Научно-исследовательский институт интеллектуальной собственности НАПрН Украины (директор), Киевский национальный университет имени Тараса Шевченко (профессор кафедры конституционного и административного права) |
| Петришин, Александр Витальевич    | 1960, 30 апреля   | 2004         | ТИГП               | Академия правовых наук Украины (главный учёный секретарь) |
| Пилипчук, Владимир Григорьевич    | 1960, 12 июля     | 2017         | ГПНМП              | Институт исследования проблем государственной безопасности СБ Украины (директор) |
| Прилипко, Сергей Николаевич       | 1963, 14 февраля  | 2013         | ГПН                | Научно-исследовательский институт правового обеспечения инновационного развития НАПрН Украины (директор) |
| Святоцкий, Александр Дмитриевич   | 1953, 30 декабря  | 2009         | ТИГП               | Журнал «Право Украины» (главный редактор) |
| Селиванов, Анатолий Александрович | 1945, 29 января   | 2010         | ГПНМП              | Аппарат Верховной Рады Украины (зав. отделом связей с органами правосудия, постоянный представитель Верховной Рады в Конституционном Суде Украины)                                                                |
| Селивон, Николай Федосеевич       | 1946, 30 октября  | 2004         | ГПНМП              | Конституционный Суд Украины (председатель Конституционного Суда Украины) |
| Сиренко, Василий Фёдорович        | 1941, 11 ноября   | 1993         | ГПНМП              | Институт государства и права имени В. М. Корецкого НАНУ (зав. отделом проблем организации гражданского общества, государства и теории права)                                                                      |
| Скрипнюк, Александр Васильевич    | 1960, 17 апреля   | 2004         | ГПНМП              | Институт государства и права имени В. М. Корецкого НАНУ (главный научный сотрудник), Национальный университет «Острожская академия» (зав. кафедрой конституционного права)                                        |
| Стефанчук, Руслан Алексеевич      | 1975, 29 октября  | 2017         | ГПН                | Хмельницкий университет управления и права (проректор по научной работе) |
| Стеценко, Семён Григорьевич       | 1974, 15 декабря  | 2025         | ГПНМП              | судья Кассационного административного суда в составе Верховного суда |
| Тихий, Владимир Павлович          | 1939, 14 октября  | 2004         | УПН                | Конституционный суд Украины (судья Конституционного Суда Украины) |
| Теплюк, Михаил Алексеевич         | 1956, 15 января   | 2025         | ТИГП               | заместитель руководителя Аппарата Верховной рады – руководитель Главного юридического управления ВРУ |
| Шакун, Василий Иванович           | 1947, 1 декабря   | 2017         | УПН                | Национальная академия внутренних дел Украины (первый проректор) |
| Шепитько, Валерий Юрьевич         | 1960, 20 декабря  | 2009         | УПН                | Юридическая академия Украины имени Ярослава Мудрого (зав. кафедрой криминалистики) |
| Щербина, Валентин Степанович      | 1950, 7 ноября    | 2009         | ЭХАП               | Киевский национальный университет имени Тараса Шевченко (зав. кафедрой хозяйственного права) |

### Бывшие действительные члены НАПрН Украины
1. Медведчук, Виктор Владимирович (род. 1954)
2. Табачник, Дмитрий Владимирович (род. 1963)

### Умершие действительные члены НАПрН Украины
1. Аверьянов, Вадим Борисович (1951—2010)
2. Бабий, Борис Мусиевич (1914—1993)
3. Бажанов, Марк Игоревич (1922—2001)
4. Битяк, Юрий Прокофьевич (1949—2023)
5. Бурчак, Фёдор Глебович (1924—2001)
6. Васильев, Анатолий Семёнович[укр.] (1938—2015)
7. Воронова, Лидия Константиновна (1931—2015)
8. Гончаренко, Владимир Дмитриевич (1946—2023)
9. Гончаренко, Владлен Игнатьевич (1931—2018)
10. Грошевой, Юрий Михайлович (1931—2013)
11. Закалюк, Анатолий Петрович (1930—2010)
12. Зеленецкий, Владимир Серафимович (1937—2013)
13. Коновалова, Виолетта Емельяновна (1927—2023)
14. Копейчиков, Владимир Владимирович (1923—2002)
15. Луць, Владимир Васильевич[укр.] (1933—2021)
16. Мамутов, Валентин Карлович (1928—2018)
17. Матышевский, Павел Семёнович (1919—2001)
18. Михайленко, Пётр Петрович (1914—2008)
19. Панов, Николай Иванович (1940—2023)
20. Побирченко, Игорь Гаврилович (1923—2012)
21. Погорелко, Виктор Фёдорович[укр.] (1938—2006)
22. Погребной, Алексей Алексеевич (1950—2011)
23. Подопригора, Афанасий Андронович (1926—2005)
24. Притыка, Дмитрий Никитович (1942—2020)
25. Рабинович, Пётр Моисеевич[укр.] (1936—2023)
26. Рогожин, Анатолий Иосифович (1923—2000)
27. Сегай, Михаил Яковлевич (1923—2013)
28. Семчик, Виталий Иванович (1927—2014)
29. Сташис, Владимир Владимирович (1925—2011)
30. Таций, Василий Яковлевич (1940—2022)
31. Тимченко, Иван Артёмович (1939—2020)
32. Тодыка, Юрий Николаевич (1942—2007)
33. Цветков, Виктор Васильевич (1923—2007)
34. Цвик, Марк Вениаминович (1924—2011)
35. Шевченко, Ярославна Николаевна[укр.] (1932—2017)
36. Шемшученко, Юрий Сергеевич (1935—2025)
37. Штефан, Михаил Иосифович (1923—2008)
38. Юзьков, Леонид Петрович (1938—1995)
39. Янчук, Василий Зиновьевич[укр.] (1925—2006)

## Члены-корреспонденты
Члены-корреспонденты Академии избираются из учёных Украины, внесших значительный личный вклад в развитие правовой науки, подготовку научных кадров и развитие Украинского демократического правового государства, имеют научную степень или учёное звание. Общее (предельное) число членов-корреспондентов НАПрН Украины составляет 93 члена-корреспондента; на настоящий же момент в её состав входят 78 членов этого уровня, представленных в таблице:
| Фамилия, Имя Отчество              | Дата рождения     | Год избрания | Отделение академии | Место работы и должность на дату избрания (помимо должностей в самой НАПрН Украины) |
| ---------------------------------- | ----------------- | ------------ | ------------------ | --- |
| Аленин, Юрий Павлович              | 1946, 18 сентября | 2013         | УПН                | Национальный Университет «Одесская юридическая академия» (зав. кафедрой уголовного процесса) |
| Андрийко, Ольга Фёдоровна          | 1945, 28 января   | 2010         | ГПНМП              | Институт государства и права имени В. М. Корецкого НАНУ (зав. отделом проблем государственного управления и административного права) |
| Бакумов, Александр Сергеевич       | 1989, 25 апреля   | 2025         | ТИГП               | народный депутат, глава подкомитета по вопросам уголовного законодательства и противодействия преступности Комитета ВРУ по вопросам правоохранительной деятельности                                                                           |
| Балюк, Галина Ивановна             | 1951, 15 сентября | 2009         | ЭХАП               | Киевский национальный университет имени Тараса Шевченко (профессор кафедры экологического права) |
| Боднар, Татьяна Валерьевна         | 1962, 24 июня     | 2017         | ГПН                | Київський національний університет імені Тараса Шевченка (профессор кафедрs гражданского права) |
| Борисова, Валентина Ивановна       | 1948, 23 ноября   | 2012         | ГПН                | Национальный юридический университет имени Ярослава Мудрого (зав. кафедрой гражданского права № 1) |
| Буроменский, Михаил Всеволодович   | 1957, 6 апреля    | 2002         | ГПНМП              | Национальный юридический университет имени Ярослава Мудрого (зав. кафедрой международного права и государственного права зарубежных стран) |
| Буханевич, Александр Николаевич    | 1977, 25 февраля  | 2020         | ГПНМП              | Национальный юридический университет имени Ярослава Мудрого (зав. кафедрой административного права) |
| Варфоломеева, Татьяна Викторовна   | 1942, 5 декабря   | 2000         | УПН                | Научно-исследовательский институт адвокатуры коллегии адвокатов (директор), Коллегия адвокатов Украины (вице-президент), Институт адвокатуры при Киевском национальном университете им. Тараса Шевченко (ректор), член Высшего совета юстиции |
| Винник, Оксана Марьяновна          | 1951, 6 декабря   | 2010         | ЭХАП               | Киевский национальный университет имени Тараса Шевченко (профессор кафедры хозяйственного права), Научно-исследовательский институт частного права и предпринимательства НАПрН Украины (главный научный сотрудник)                            |
| Галянтич, Николай Константинович   | 1963, 2 жовтня    | 2017         | ГПН                | Научно-исследовательский институт частного права и предпринимательства НАПрН Украины (заместитель директора по научной работе) |
| Гаращук, Владимир Николаевич       | 1959, 3 декабря   | 2009         | ГПНМП              | Национальный юридический университет имени Ярослава Мудрого (профессор кафедры административного права) |
| Гетьман, Евгений Анатольевич       | 1985, 18 августа  | 2020         | ТИГП               | Отдел координации правовых исследований Управления планирования и координации правовых исследований на Украине НАПрНУ}} (главный научный сотрудник)                                                                                           |
| Голина, Владимир Васильевич        | 1935, 28 июля     | 2002         | УПН                | Национальная юридическая академия Украины имени Ярослава Мудрого (зав. кафедрой криминологии и уголовно-исполнительного права) |
| Головатый, Сергей Петрович         | 1954, 29 мая      | 1996         | ГПНМП              | Верховная рада Украины 2 созыва (депутат, член постоянной комиссии Верховной Рады Украины по иностранным делам, Министерство юстиции Украины (министр юстиции)                                                                                |
| Головкин, Богдан Николаевич        | 1975, 30 марта    | 2020         | КПН                | Научно-исследовательский институт изучения проблем преступности имени академика В. В. Сташиса НАПрН Украины (главный научный сотрудник) |
| Голубева. Нелли Юрьевна            | 1977, 23 января   | 2025         | ГПНМП              | заведующая кафедрой гражданского, нотариального и исполнительного процесса Национального университета «Одесская юридическая академия» |
| Городовенко, Виктор Валентинович   | 1968, 22 февраля  | 2020         | КПН                | Конституционный суд Украины (судья) |
| Гусаров, Константин Владимирович   | 1975, 21 сентября | 2020         | ГПН                | НЮАУ (заведующий кафедрой гражданского процесса) |
| Довгерт, Анатолий Степанович       | 1949, 27 сентября | 2000         | ГПН                | Институт международних отношений Киевского национального университета имени Тараса Шевченко (зав. кафедрой международного частного права) |
| Дрёмин, Виктор Николаевич          | 1953, 24 января   | 2011         | УПН                | Национальный университет «Одесская юридическая академия» (проректор по научной работе) |
| Ермоленко, Владимир Михайлович     | 1964, 18 марта    | 2020         | ЭХАП               | Национальный университет биоресурсов и природопользования (зав. кафедрой аграрного, земельного и экологического права) |
| Знаменский, Георгий Львович        | 1937, 3 марта     | 1993         | ЭХАП               | Институт экономико-правовых исследований НАН Украины (зав. сектором проблем хозяйственного права) |
| Калаур, Иван Романович             | 1968, 04 июля     | 2025         | ГПНМП              | народный депутат, заместитель главы Комитета ВРУ по вопросу правовой политики |
| Коваленко, Валентин Васильевич     | 1952, 15 мая      | 2009         | УПН                | НАПрН Украины (зам. главного учёного секретаря) |
| Ковальский, Виктор Семёнович       | 1952              | 2025         | ТИГП               | президент издательской группы «Юринком-Интер», шеф-редактор газеты «Юридический вестник Украины» |
| Колесник, Виктор Павлович          | 1960, 19 июля     | 2010         | ГПНМП              | Юридическая академия Украины имени Ярослава Мудрого (профессор кафедры конституционного права Украины) |
| Колодий, Анатолий Николаевич       | 1961, 1 июня      | 2009         | ТИГП               | Киевский национальный университет внутренних дел (зав. кафедрой конституционного и международного права) |
| Коломоец, Татьяна Александровна    | 1972, 15 ноября   | 2017         | ГПНМП              | Отделение государственно-правовых наук и международного права НАПрН Украины (учёный секретарь) |
| Кот, Алексей Александрович         | 1977, 30 декабря  | 2020         | ГПН                | Научно-исследовательский институт частного права и предпринимательства имени Ф. Г. Бурчака НАПрН Украины |
| Коцюба, Александр Павлович         | 7 ноября 1939     | 1993         | ЭХАП               | Верховная рада Украины (депутат, член президиума, председатель постоянной комиссии по вопросам законодательства и законности) |
| Кресина, Ирина Алексеевна          | 1952, 10 августа  | 2009         | ГПНМП              | Институт государства и права имени В. М. Корецкого НАНУ (зав. отделом правовых проблем политологии) |
| Крыжановский, Анатолий Фёдорович   | 1951, 4 марта     | 2011         | ТИГП               | Международный гуманитарный университет (проректор по учебно-организационной работе, зав. кафедрой теории и истории государства и права) |
| Кубко, Евгений Борисович           | 1951, 24 января   | 1993         | ГПНМП              | Институт государства и права имени В. М. Корецкого НАНУ (главный научный сотрудник) |
| Кузниченко, Сергей Александрович   | 1974, 13 мая      | 2020         | ГПНМП              | Одесский государственный университет внутренних дел (ректор) |
| Кулинич, Павел Федотович           | 1956, 1 января    | 2017         | ЭХАП               | Институт государства и права имени В. М. Корецкого НАН Украины (зав. сектором) |
| Лазур, Ярослав Владимирович        | 1980, 27 октября  | 2025         | ГПНМП              | декан юридического факультета Ужгородского национального университета |
| Лемак, Василий Васильевич          | 1970, 15 февраля  | 2009         | ТИГП               | Ужгородский национальный университет (зав. кафедрой теории и истории государства и права) |
| Лукьянов, Дмитрий Васильевич       | 1975, 14 июня     | 2002         | ТИГП               | Национальный юридический университет имени Ярослава Мудрого (зав. кафедрой международного частного права и сравнительного правоведения) |
| Максимов, Сергей Иванович          | 1956, 21 февраля  | 2011         | ТИГП               | Юридическая академия Украины имени Ярослава Мудрого (профессор кафедры философии) |
| Маляренко, Василий Тимофеевич      | 1941, 18 октября  | 2004         | УПН                | Верховный Суд Украины (председатель суда), Высший совет юстиции (член совета) |
| Мерник, Анастасия Муслимовна       | 1988, 5 июля      | 2025         | ТИГП               | доцент кафедры теории и истории права Национального юридического университета им. Я. Мудрого |
| Мироненко, Наталья Михайловна      | 1951, 4 июня      | 1993         | ГПНМП              | Институт государства и права имени В. М. Корецкого НАНУ (ведущий научный сотрудник) |
| Музыка, Анатолий Ананиевич         | 1952, 2 января    | 2017         | УПН                | НИИ МВД Украины (ведущий научный сотрудник научно-исследовательской лаборатории криминологических исследований и проблем предотвращения преступности)                                                                                         |
| Музыка-Иванчук, Оксана Анатольевна | 1981, 9 августа   | 2025         | ГПНМП              | заведующая кафедрой финансового права Учебно-научного института права Киевского национального университета им. Т. Шевченко |
| Навроцкий, Вячеслав Александрович  | 1956, 20 января   | 2010         | УПН                | Львовский государственный университет внутренних дел (декан юридического факультета, профессор кафедры уголовно-правовых дисциплин) |
| Нагребельный, Владимир Петрович    | 1953, 23 января   | 2002         | ЭХАП               | Институт государства и права имени В. М. Корецкого НАНУ (зам. директора по научной работе, директор Центра банковского права при институте)                                                                                                   |
| Настюк, Василий Яковлевич          | 1952, 9 января    | 2009         | ГПНМП              | Лаборатория проблем противодействия преступности в сфере государственной безопасности НАПрН Украины и Института исследования проблем государственной безопасности СБ Украины (научный руководитель)                                           |
| Олефир, Виктор Иванович            | 1958, 24 февраля  | 2010         | ГПНМП              | Открытый международный университет развития человека «Украина» (проректор по научной работе) |
| Пархоменко, Наталья Николаевна     | 1972, 8 июля      | 2021         | ТИГП               | Институт государства и права имени В. М. Корецкого НАН Украины (учёный секретарь) |
| Погорецкий, Николай Анатольевич    | 1960, 18 декабря  | 2025         | УПН                | проректор по научно-педагогической работе Киевского национального университета им. Т. Шевченко |
| Погребной, Сергей Алексеевич       | 1976, 16 марта    | 2010         | ГПН                | Приморский районный суд г. Одессы (зам. председателя) |
| Подцерковный, Олег Петрович        | 1973, 27 мая      | 2010         | ЭХАП               | Одесская национальная юридическая академия (зав. кафедрой хозяйственного права) |
| Резникова, Виктория Викторовна     | 1978, 24 сентября | 2025         | ЭХАП               | заведующая кафедрой экономического права и экономического судопроизводства Учебно-научного института права Киевского национального университета им. Т. Шевченко                                                                               |
| Румянцев, Вячеслав Алексеевич      | 1954, 12 сентября | 2004         | ТИГП               | Юридическая академия Украины имени Ярослава Мудрого (декан факультета подготовки профессиональных судей) |
| Серёгина, Светлана Григорьевна     | 1970, 22 сентября | 2017         | ГПНМП              | НИИ государственного строительства и местного самоуправления НАПрНУ (директор) |
| Синегубов, Олег Васильевич         | 1983, 10 августа  | 2025         | ГПНМП              | глава Харьковской областной государственной администрации |
| Сокуренко, Валерий Васильевич      | 1964, 29 октября  | 2020         | ГПНМП              | Харьковский национальный университет внутренних дел (ректор) |
| Спасибо-Фатеева, Инна Валентиновна | 1962, 12 февраля  | 2004         | ГПН                | Юридическая академия Украины имени Ярослава Мудрого (доцент кафедры гражданского права № 1) |
| Стрельцов, Евгений Львович         | 1949, 18 августа  | 2010         | УПН                | Одесский национальный университет имени И. И. Мечникова (проректор по учебной работе, зав. кафедрой уголовного права, уголовного процесса и криминалистики)                                                                                   |
| Тищенко, Валерий Владимирович      | 1947, 7 апреля    | 2010         | УПН                | Национальный университет «Одесская юридическая академия» (зав. кафедрой криминалистики) |
| Туляков, Вячеслав Алексеевич       | 1961, 28 июля     | 2010         | УПН                | Национальный университет «Одесская юридическая академия» (зав. кафедрой уголовного права, проректор по международным связям) |
| Уркевич, Виталий Юрьевич           | 1976, 23 октября  | 2020         | ЭХАП               | Верховный суд Украины (судья) |
| Устименко, Владимир Анатольевич    | 1962, 21 мая      | 2013         | ЭХАП               | Институт экономико-правовых исследований НАН Украины (и. о. Директора) |
| Фелик, Василий Иванович            | 1970, 1 января    | 2025         | ГПНМП              | ректор Киевского университета интеллектуальной собственности и права Национального университета «Одесская юридическая академия» |
| Фрис, Павел Львович                | 1949, 6 июля      | 2020         | УПН                | Прикарпатский национальный университет имени Василия Стефаника (зав. кафедрой уголовного права) |
| Харитонов, Евгений Олегович        | 1948, 17 мая      | 2010         | ГПН                | Национальный университет «Одесская юридическая академия» (зав. кафедрой гражданского права и процесса) |
| Харитонова, Елена Ивановна         | 1962, 25 декабря  | 2011         | ГПН                | Национальный университет «Одесская юридическая академия» (зав. кафедрой права интеллектуальной собственности и корпоративного права) |
| Хуторян, Наталья Николаевна        | 1954, 16 октября  | 2008         | ГПН                | Институт государства и права имени В. М. Корецкого НАН Украины (ведущий научный сотрудник) |
| Чанышева, Галия Инсафовна          | 1959, 30 октября  | 2010         | ГПН                | Национальный университет «Одесская юридическая академия» (декан социально-правового факультета) |
| Шевчук, Станислав Владимирович     | 1969, 11 июня     | 2010         | ТИГП               | Национальный университет «Киево-Могилянская академия» (профессор кафедры общетеоретических и государственно-правовых наук) |
| Шепитько, Михаил Валерьевич        | 1986, 20 сентября | 2025         | УПН                | профессор кафедры криминального права Национального юридического университета им. Я. Мудрого |
| Шульга, Михаил Васильевич          | 1948, 7 ноября    | 2002         | ЭХАП               | Национальная юридическая академия Украины имени Ярослава Мудрого (директор Института повышения квалификации юридических кадров) |
| Шумило, Николай Егорович           | 1949, 12 октября  | 2017         | УПН                | Учебно-научный институт права Киевского национального университета (профессор кафедры уголовного процесса и криминалистики ) |
| Шутак, Илья Дмитриевич             | 1959, 19 июля     | 2020         | ТИГП               | Университет Короля Даниила (профессор кафедры права) |
| Щур, Богдан Владимирович           | 1965, 28 июля     | 2020         | УПН                | Львовский торгово-экономический университет (зав. кафедрой уголовного права и процесса) |
| Ярмыш, Александр Назарович         | 1951, 9 августа   | 2002         | ТИГП               | Национальный университет внутренних дел (первый проректор) |
| Яроцкий, Виталий Леонидович        | 1962, 17 июля     | 2009         | ГПН                | Национальная юридическая академия Украины имени Ярослава Мудрого (зав. кафедрой гражданского права № 2) |

### Бывший член-корреспондент НАПрН Украины
1. Шаповал, Владимир Николаевич (род. 1948)

### Умершие члены-корреспонденты НАПрН Украины
1. Азимов, Чингизхан Нуфатович (1931—2002)
2. Берназ, Василий Дмитриевич (1949—2016)
3. Волков, Вячеслав Дмитриевич[укр.] (1937—2014)
4. Даньшин, Иван Николаевич (1923—2011)
5. Денисов Владимир Наумович[укр.] (1937—2023)
6. Дзера, Александр Васильевич[укр.](1946—2024)
7. Дидоренко, Эдуард Алексеевич (1938—2007)
8. Жигалкин, Павел Иванович (1938—2015)
9. Жилинкова, Ирина Владимировна (1959—2012)
10. Задорожный, Александр Викторович (1960—2017)
11. Козюбра, Николай Иванович[укр.] (1937—2025)
12. Краснова, Мария Васильевна (1955—2022)
13. Кривенко, Лидия Тарасовна[укр.] (1937—2017)
14. Кульчицкий, Владимир Семёнович (1919—2009)
15. Лановенко, Игорь Петрович (1927—2002)
16. Литвак, Олег Михайлович (1949—2019)
17. Марочкин, Иван Егорович (1949—2014)
18. Мироненко, Александр Николаевич (1942—2014)
19. Михеенко, Михаил Макарович (1937—1998)
20. Мурашин, Александр Геннадьевич[укр.] (1961—2016)
21. Мурашин, Геннадий Александрович (1932—2025)
22. Нижник, Нина Романовна (1951—2017)
23. Оборотов, Юрий Николаевич (1946—2020)
24. Попов Василий Константинович (1929—2010)
25. Процевский, Александр Иванович (1929—2016)
26. Рымаренко, Юрий Иванович (1920—2006)
27. Светлов, Александр Яковлевич[укр.] (1931—1999)
28. Селиванов, Владимир Николаевич (1945—2007)
29. Сибилёв, Михаил Николаевич (1944—2025)
30. Стативка, Анатолий Николаевич (1956—2024)
31. Страхов, Николай Николаевич (1925—2007)
32. Таранов, Анатолий Павлович (1912—1999)
33. Тертышников, Владимир Иванович (1941—2022)
34. Тищенко, Николай Маркович (1956—2018)
35. Червоный, Юрий Семёнович (1927—2008)
36. Швец, Николай Яковлевич (1935—2023)
37. Шелестов, Владимир Степанович (1924—1994)
38. Шило, Ольга Георгиевна (1966—2022)
39. Ярошенко, Олег Николаевич (1973—2025)
40. Яценко Станислав Сергеевич[укр.] (1936—2014)

## Иностранные члены НАПрН Украины
Подразделение иностранных членов НАПрН Украины наполняется двумя путями. В качестве таких членов избираются признанные международной научной общественностью иностранные учёные. С другой стороны, в этот статус переводятся учёные-юристы, уже имевшие статус её действительного члена или члена-корреспондента, при выезде на постоянное место жительства за пределы Украины, при этом их соответствующее «внутреннее» место (количество которых ограничено государственным указом) может быть объявлено вакантным. На настоящий момент НАПрН Украины насчитывает шестерых иностранных членов, представленных в таблице:
| Фамилия, Имя Отчество, гражданство | Дата рождения    | Год избрания | Отделение академии | Место работы и должность на дату избрания (помимо должностей в самой НАПрН Украины)       |
| ---------------------------------- | ---------------- | ------------ | ------------------ | ----------------------------------------------------------------------------------------- |
| Батлер, Уильям                     | 1939, 20 октября | 2013         | ГПНМП              | Университет штата Пенсильвания, Лондонский университет (профессор их факультетов права)   |
| Давулис, Томас                     | 1975, 29 мая     | 2017         | ТИГП               | Вильнюсский университет (декан юридического факультета)                                   |
| Керикмяэ, Танел                    | 1969, 15 августа | 2018         | ГПН                | Таллинский технический университет (директор Школы права факультета бизнеса и управления) |
| Кестнер, Карл-Герман               | 1946, 26 апреля  | 2009         |                    | Университет Эберхарда и Карла (профессор кафедры общественного и церковного права)        |
| Пискорский, Юстин                  | 1971, 9 января   | 2020         |                    |                                                                                           |
| Саидов, Акмаль Холматович          | 1958, 11 октября | 2020         |                    |                                                                                           |

### Бывшие иностранные члены НАПрНУ
1. Голиченков, Александр Константинович  (род. 1952)
2. Коноплёв, Вячеслав Вячеславович  (род. 1957)
3. Скакун, Ольга Фёдоровна[укр.]  (род. 1937)